# フェデックス・エクスプレス630便着陸失敗事故
フェデックス・エクスプレス630便着陸失敗事故（フェデックス・エクスプレス630びんちゃくりくしっぱいじこ）とは、2006年7月28日にシアトル・タコマ国際空港発メンフィス国際空港行きの定期貨物便が、着陸装置の不具合のために着陸に失敗した航空事故である。
着地7秒後に左後輪が破損し、事故機は滑走路上で制御不能になった。機体は最終的に誘導路M4付近に来て停止し発火した。火災は主翼と左エンジンを破壊した。この事故と避難の過程で乗員2名と唯一の乗客であった非番のパイロット1名が負傷した。

## 事故機と乗員情報
事故機は機齢32年のボーイング MD-10-10F型機（機体記号：N391FE）であり、1975年に初飛行し、事故時点までの機体の飛行時間は73,283時間であった。
機長の総飛行時間は11,262時間、うち4,402時間が事故と同型機のものであり、副操縦士の総飛行時間は854時間、うち244時間がMD-10型機のものであった:14-15。

## 経緯
630便は、当初はオートパイロットを作動させILSに連結した、滑走路18Rへのビジュアルアプローチを実行していた。着陸のために飛行させるパイロットは副操縦士が担当していた。高度1,600フィートにて機体が着陸のために設定され、400フィートでオートパイロットが解除されて最終アプローチの区分は順調であった。しかし着地から7秒後、左後輪が警告なしに崩壊したことが、左翼の滑走路接触と左への方向転換を引き起こし、事故機は最終的に誘導路M4付近で停止した:3。

## 事故調査と余波
左後輪の不具合は、車輪後部のエア・フィラー・バルブ穴における疲労亀裂が原因であった。亀裂は、バルブ穴の中に存在したニッケルのメッキによるものであった。オーバーホールの間に、ニッケルのメッキがバルブ穴に入ることを阻止するための整備手順の不備もこれに寄与した。
また、着陸装置のブレーキシステムにも問題が見つかっており、事故を受けてMD-10型機には、滑り止め連結管（ASM）内に不純物を残さず、油圧装置のタンクやフィルターに流すためのASMの戻り配管フィルターを取り外す措置が取られた。またブレーキが交換され、装置内部の汚染物除去を確実にするため、ブレーキ油圧装置を洗浄した:13。両ブレーキ制御バルブ（DBCV）についても、初期不感帯とブレーキペダル位置に対する圧力上昇の両方を低減するよう改良されており、この変更により最初のブレーキペダルの踏み込みから制動力を発揮するまでの遅延が短くなった:14。
結果として、制動力を発揮するまでの時間が短縮されてブレーキペダルの前進が抑制されたほか、ブレーキ時の後輪の前後方向の動きが最小限に抑えられたなど、以上のブレーキシステム改修がMD-10型全機に施された:14。